# Ирано-кубинские отношения
Дипломатические отношения между Республикой Куба и Исламской Республикой Иран (ИРИ) характеризуются активным сотрудничеством в экономической и дипломатической сферах, являются дружественными. Иран имеет положительный торговый баланс с Кубой. Оба правительства подписали документ по укреплению сотрудничества в Гаване в январе 2006 года. Бывший президент Ирана Махмуд Ахмадинежад назвал отношения между Ираном и Кубой «продуктивными и прогрессивными» на протяжении последних трех десятилетий.
Куба и Иран совместными усилиями противостоят политике санкций США в отношении обоих государств. Страны сотрудничают в области медицины и вооружений. Куба помогла Ирану построить генетическую лабораторию.
В январе 2006 года Иран и Куба расширили сотрудничество в торговой, банковской, сельскохозяйственной сферах, в области здравоохранения и культуры. Обе страны заявили, что они будут расширять сотрудничество в сфере сахарной промышленности, рыболовства, биотехнологий, спорта, транспорта, проектов развития, инвестиций, туризма, информационных технологий, коммуникаций и водных ресурсов. В 2006 году объём торговли между двумя странами достиг 5 млн. долларов США.
В 2008 году Иран предоставил Кубе кредитную линию на 200 млн. евро для реализации нескольких проектов. Большая часть этих средств была потрачена на модернизацию железнодорожной системы Кубы.
Куба поддерживает программу Ирана по развитию ядерных технологий в мирных целях. Обе страны заявили о своём участии в движении по нераспространению ядерного оружия.